# Athame

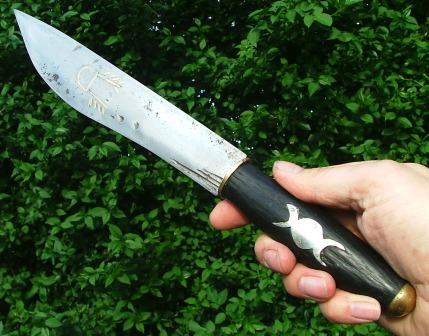
Jedna z možných podob Athame

Athame je nejdůležitější a nejčastěji užívaný nástroj v různých tradicích současného čarodějnictví, zejména pak v tradici Wicca. Používá se však také v obřadní magii. Jedná se obvykle o dýku (s ostřím po obou stranách čepele) s černou rukojetí. Athame by neměla být užívána jako zbraň, neslouží k obětování živých tvorů, ale ani jako běžný kuchyňský nástroj. Užívá se zejména k vytyčení rituálního prostoru, invokacím živlů, obřadu koláče a vína a k celé řadě dalších rituálních úkonů. V případě jiného užití, než k jakému bylo athame určeno, by mohlo pro něj znamenat znesvěcení a ztrátu jeho magické moci. Athame je čistě rituální pomůcka a před používáním je jí nutno vždy řádně posvětit (o čemž detailně pojednává Steward Farrar). V některých tradicích jsou na rukojeť kresleny zvláštní znaky, například symboly Wiccy (jako je pentagram a symboly fází měsíce atp.), populární jsou však i některé keltské motivy.